# 2-Ethoxybenzamid
2-Ethoxybenzamid ist eine chemische Verbindung aus der Gruppe der Salicylate. Der Arzneistoff zählt zu den sauren, antiphlogistischen, antipyretischen Analgetika.
2-Ethoxybenzamid (Freiname Ethenzamid) wurde 1951 von der Firma H. Lundbeck patentiert und ist heute als Generikum erhältlich.